# Medisch Opvoedkundig Bureau
Een Medisch Opvoedkundig Bureau was in Nederland van 1928 tot 1983 een instelling voor hulpverlening aan jongeren met opvoedingsproblemen.

## Geschiedenis
Het eerste Medisch Opvoedkundig Bureau in Nederland werd in 1928 in Amsterdam opgericht. Het bureau werd opgezet naar analogie van de Amerikaanse Child Guidance Clinics opgezet door William Healy. De juriste Eugenia Cornelia Lekkerkerker had tijdens haar studie in Amerika deze vorm van jeugdhulpverlening leren kennen. Ook Nel Tibout, die directeur werd van het MOB in Amsterdam, had tijdens haar onderzoek in de Verenigde Staten kennis gemaakt met het werk van Healy. In de jaren daarna werden er, mede op initiatief van Lekkerkerker, diverse MOB's in Nederland gesticht, onder andere in Den Haag, Leiden, Utrecht, Haarlem en Rotterdam. Ook kwam in die periode een overkoepelende organisatie tot stand, de Nederlandse Federatie van Medisch Opvoedkundig Bureaus. In 1962 waren er verspreid over Nederland 62 MOB's. Sinds 1983 zijn de MOB's deel geworden van het Riagg. Nog weer later werden het werk, als jeugd-ggz onderdeel van regionale instellingen voor geestelijke gezondheidszorg in Nederland.
Het werk van de MOB's kenmerkte zich door een multidisciplinaire aanpak. Binnen het bureau werd samengewerkt tussen psychologen, psychotherapeuten, kinderartsen, maatschappelijk werkers en psychiatrisch verpleegkundigen. De bureaus verleenden vooral hulp aan gezinnen uit de middenklasse. Minder verbaal begaafde cliënten kwamen niet zo snel in aanmerking voor de hulpverlening vanuit het MOB.